# 李侠公
李侠公（1899年—1994年），男，贵州贵阳人，中国政治人物，政务院参事，贵州省政协副主席，政协第一届全体会议代表，第二、三、四届全国人大代表。

## 家庭
兄李仲公。